# Cuerno de África
El Cuerno de África es la región del África Oriental ubicada donde el mar Rojo se conecta con en el océano Índico, en la parte meridional del golfo de Adén, frente a la península arábiga. Es, en la actualidad, una de las regiones más pobres del mundo, en donde el hambre es una amenaza constante, sobre todo en el sur de Etiopía. Se considera el posible lugar donde se originó la humanidad.

## Geografía
El Cuerno de África es una extensa península conformada por la totalidad de los países de Somalia, Yibuti, Eritrea y Etiopía. Cubre un área aproximada de 1,882,757 km². Recibe el nombre de cuerno de África debido a la forma triangular con orientación oeste este que se evidencia en la cartografía.
Es una zona de gran inestabilidad política, económica y social, con continuas guerras. Se trata de una región que reviste particular interés para las potencias europeas y los EE. UU. por su localización estratégica, ruta obligada de los barcos petrolíferos y de mercancías.
Las llanuras de Somalia y de Yibuti padecen una aridez extrema y sequías frecuentes, a pesar de que la región del Cuerno de África se sitúa cerca del ecuador terrestre. Esto se debe a que los vientos de los monzones tropicales que aportan lluvias estacionales al Sahel y a Sudán soplan desde el Oeste, de manera que cuando llegan a Yibuti y Somalia ya han perdido la mayor parte de su humedad. En cambio, el Oeste y el Centro de Etiopía, así como el extremo meridional de Eritrea, se hallan más expuestos a los vientos mencionados y reciben por tanto mayor cantidad de lluvia. De hecho, el volumen de 2000 mm de precipitaciones anuales no es raro en las montañas etíopes.
El Cuerno de África está habitado por más de 130 millones de personas. Dada su ubicación con respecto a la falla del Valle del Gran Rift, la acción de las placas geológicas hará que esta región se separe del continente africano, como se cree que sucedió con la relativamente cercana isla de Madagascar.
Socotra es una isla frente la costa de Somalia, en el océano Índico, que es considerada geológicamente parte del Cuerno de África. Su tamaño es 3600 kilómetros cuadrados. Es un territorio de Yemen, el país situado más al sur en la península arábiga.
Situada en el extremo oriental del continente africano, es la cuarta península más grande del mundo. Está compuesta por Etiopía, Eritrea, Somalia y Yibuti; definiciones más amplias también incluyen partes o la totalidad de Kenia, Sudán, Sudán del Sur y Uganda. El término Región del Gran Cuerno de África (GHR)' puede incluir además a Burundi, Ruanda y Tanzania. Se encuentra a lo largo del límite sur del Mar Rojo y se extiende cientos de kilómetros hacia el Canal Guardafui, el Golfo de Adén y el Océano Índico y comparte frontera marítima con la Península Arábiga de Asia Occidental.

## Nombres
Esta península ha recibido diversos nombres. La Antiguos griegos y el Romanos se referían a ella como Regio Aromatica o Regio Cinnamonifora debido a las plantas aromáticas o como Regio Incognita debido a su territorio inexplorado. En la antigüedad y la Edad Media, el Cuerno de África se denominaba Barbaria ("Tierra de los bereberes"). También se conoce como península somalí o, en lengua somalí, Geeska Afrika, Jasiiradda Soomaali o Gacandhulka Soomaali. En otras lenguas locales, se denomina "el Cuerno de África" o "el Cuerno africano": en amárico የአፍሪካ ቀንድ yäafrika qänd, en árabe. القرن الأفريقي al-qarn al-'afrīqī, en oromo Gaaffaa Afriikaa, y en tigriña ቀርኒ ኣፍሪቃ q'ärnī afīrīqa. El nombre Cuerno de África se abrevia a veces como HoA. Muy comúnmente se denomina simplemente "el Cuerno", mientras que los habitantes a veces se denominan coloquialmente africanos del Cuerno. A veces se utiliza el término Gran Cuerno de África, ya sea para incluir a los países vecinos del noreste de África o para distinguir la definición geopolítica más amplia del Cuerno de África de las definiciones peninsulares más estrechas.

## Historia antigua

Arte rupestre en Deka Arbaa, Debub región de Eritrea

En la región se han encontrado algunos de los primeros fósiles de Homo sapiens, los Hombres de Kibish (de hace unos 233 000 años) y el Cráneo de Herto (de hace unos 160 000 años), ambos en Etiopía.
Los hallazgos de los proyectiles con punta de piedra más antiguos del Rift etíope datados hace más de 279 000 años "en combinación con las pruebas arqueológicas, fósiles y genéticas existentes, aíslan a África oriental como fuente de las culturas y la biología modernas"
Según el escenario de la Dispersión austral, la ruta meridional de la migración del exterior de África se produjo en el Cuerno de África a través de la Bab el Mandeb. En la actualidad, en el estrecho de Bab el Mandeb, el Mar Rojo tiene una anchura de unas 12 millas (20 kilómetros), pero hace 50 000 años era mucho más estrecho y el nivel del mar era 70 metros más bajo. Aunque los estrechos nunca estuvieron completamente cerrados, es posible que entre ellos hubiera islas a las que se podía llegar utilizando balsas sencillas. En Eritrea se han encontrado  basureros de conchas de hace 125 000 años, lo que indica que la dieta de los primeros humanos incluía marisco obtenido hurgando en la playa.
La agricultura etíope y eritrea estableció el uso más temprano conocido de la hierba de semilla teff (Poa abyssinica) entre 4000 y 1000 a. C. Con el tef se elabora el pan plano injera/taita. El café también es originario de Etiopía y desde entonces se ha extendido hasta convertirse en una bebida mundial.
El Reino de Aksum era un Estado africano situado en Etiopía, Eritrea, y Yemen que prosperó entre los siglos III y XI de nuestra era, debido a su localización estratégica, se ha utilizado para restringir el acceso al mar rojo en el pasado.
La región era también una fuente de recursos biológicos durante la antigüedad: Los egipcios, los griegos y los romanos enviaron expediciones a la región para explotar el incienso, la mirra, y tomaron estas materias detrás a lo largo de la ruta de la especias. Por lo tanto los romanos la llamaron la Región Aromática.
El mítico Reino de Saba se cree que también se situó en esta región africana.

## Historia moderna

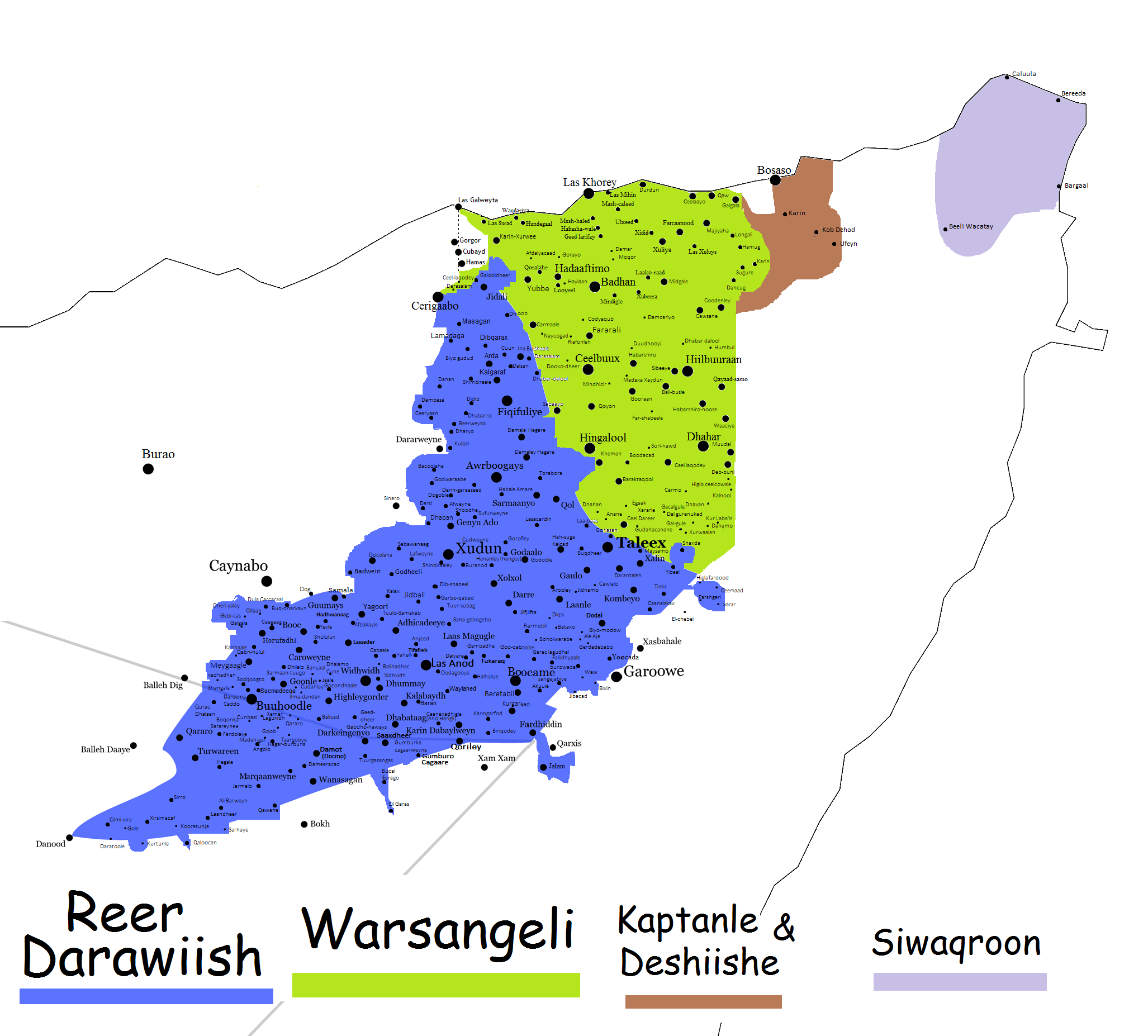
Tribus en la punta del Cuerno de África.

En el periodo posterior a la apertura del canal de Suez en 1869, cuando las potencias europeas se disputaban territorios en África e intentaban establecer estaciones de aprovisionamiento para sus barcos, Italia invadió y ocupó Eritrea. El 1 de enero de 1890, Eritrea se convirtió oficialmente en colonia de Italia. En 1896, las fuerzas etíopes frenaron decisivamente una nueva incursión italiana en el Cuerno. Sin embargo, en 1936, Eritrea se convirtió en una provincia del África Oriental Italiana (Africa Orientale Italiana), junto con Etiopía y Somalilandia Italiana. En 1941, Eritrea tenía unos 760.000 habitantes, incluidos 70.000 italianos. Las fuerzas armadas de la Commonwealth, junto con la resistencia patriótica etíope, expulsaron a las de Italia en 1941, y se hicieron cargo de la administración de la zona. Los británicos siguieron administrando el territorio bajo un Mandato de la ONU hasta 1951, cuando Eritrea se federó con Etiopía, según la resolución 390 A (V) de la ONU adoptada en diciembre de 1950.

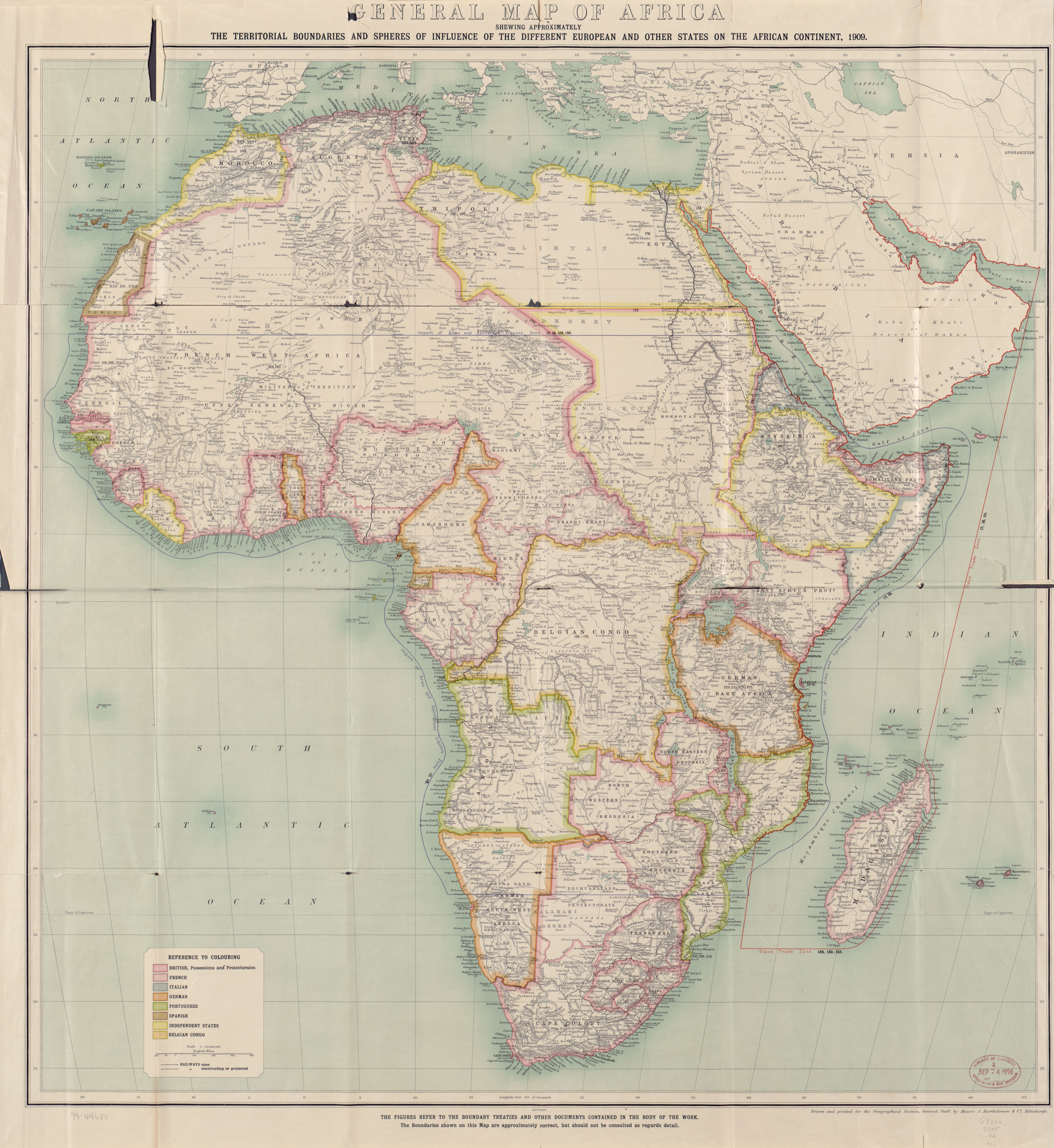
Mapa de África en 1909. La región del Cuerno es la proyección más oriental del continente africano.

La importancia estratégica de Eritrea, debido a su litoral en el Mar Rojo y a sus recursos minerales, fue la causa principal de la federación con Etiopía, que a su vez condujo a la anexión de Eritrea como 14.ª provincia de Etiopía en 1962. Fue la culminación de un proceso gradual de toma del poder por parte de las autoridades etíopes, que incluyó un edicto de 1959 por el que se establecía la enseñanza obligatoria del amárico, la principal lengua de Etiopía, en todas las escuelas eritreas. La falta de consideración hacia la población eritrea condujo a la formación de un movimiento independentista a principios de la década de 1960 (1961), que estalló en una Guerra de Independencia de Eritrea por 30 años contra los sucesivos gobiernos etíopes que finalizó en 1991. Tras un referéndum supervisado por la ONU en Eritrea (apodado UNOVER) en el que el pueblo eritreo votó abrumadoramente a favor de la independencia, Eritrea declaró su independencia y obtuvo el reconocimiento internacional en 1993. En 1998, una disputa fronteriza con Etiopía desembocó en la Guerra eritreo-etíope.

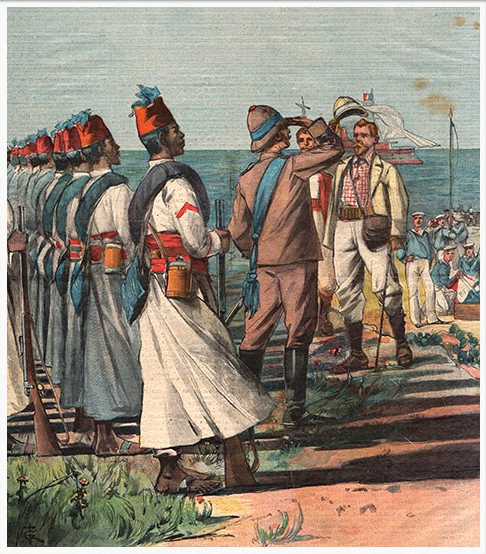
Eritrean Ascaris, tropas coloniales del ejército italiano, en un grabado en madera de 1898.

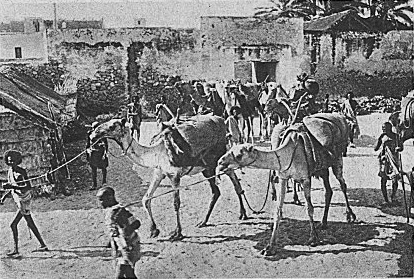
Porta di Giardini (Puerta de los Jardines) en el mercado de Mogadiscio, Somalilandia italiana.

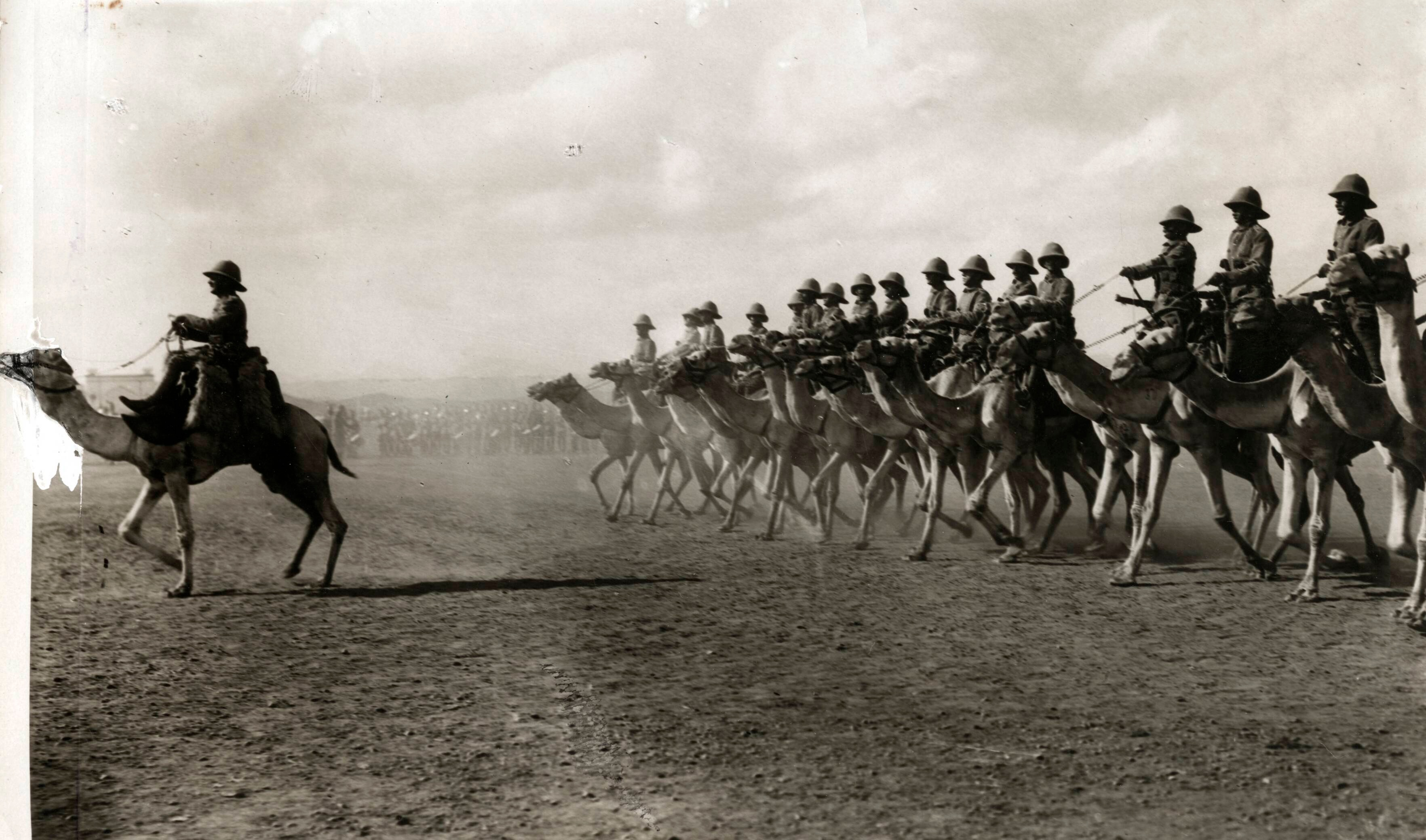
Camelleros británicos en Somalilandia Británica.

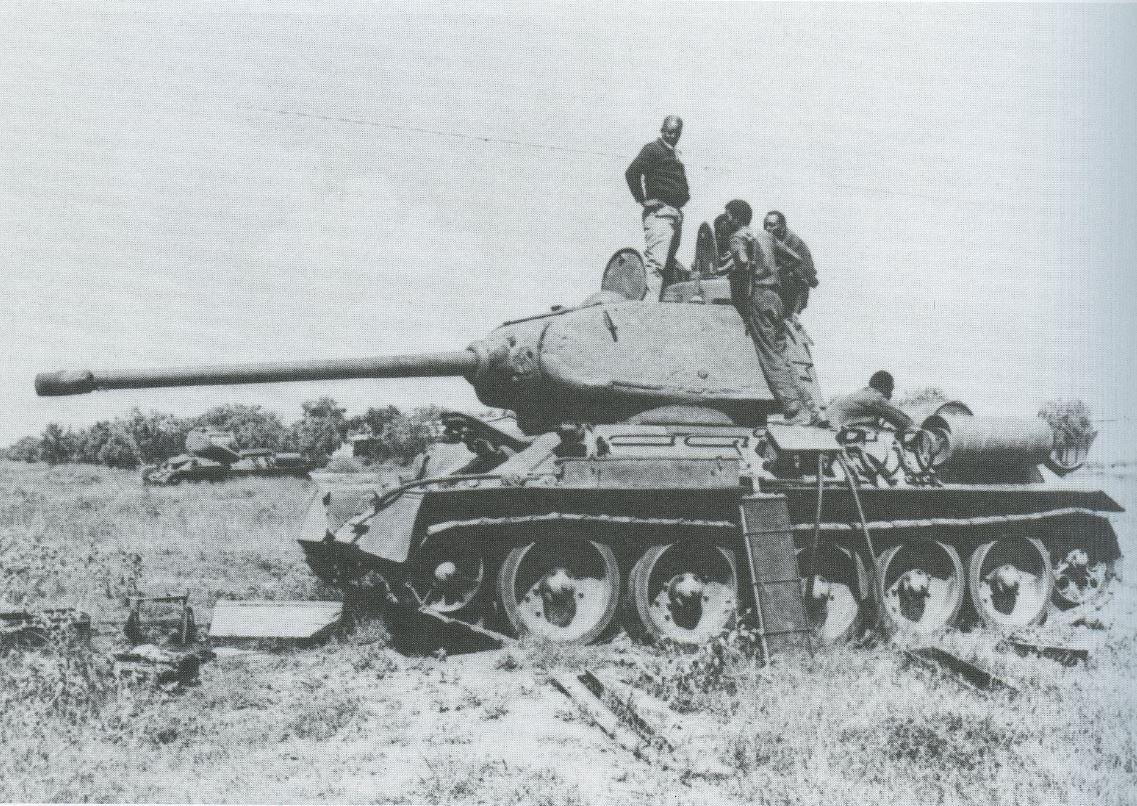
Ingenieros somalíes reparan un T-34/85 Modelo 1969 etíope capturado para su uso por el Frente de Liberación de Somalia Occidental durante la Guerra de Ogaden, marzo de 1978.

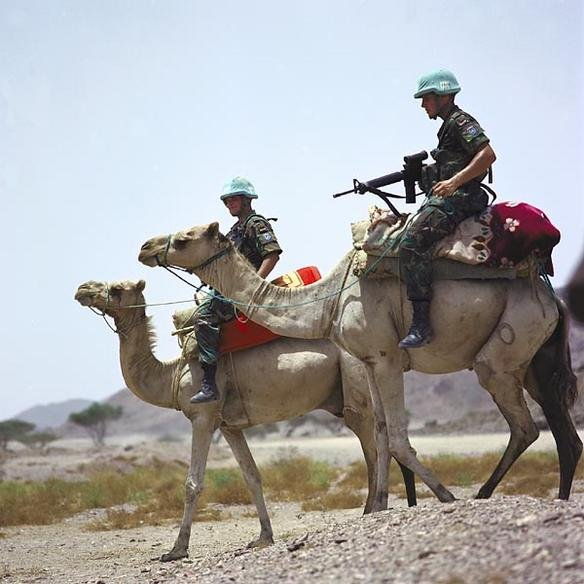
Soldados de las Naciones Unidas, parte de la Misión de las Naciones Unidas en Etiopía y Eritrea, vigilando la frontera entre Eritrea y Etiopía (2005).

Desde 1862 hasta 1894, las tierras al norte del golfo de Tadjoura situadas en la actual Yibuti se llamaban Obock y estaban gobernadas por Somalí y Afar. Sultáns, autoridades locales con las que Francia firmó varios tratados entre 1883 y 1887 para afianzarse por primera vez en la región. En 1894, Léonce Lagarde estableció una administración francesa permanente en la ciudad de Yibuti y denominó a la región Côte française des Somalis (Somalilandia francesa), nombre que mantuvo hasta 1967.
En 1958, en vísperas de la independencia de la vecina Somalia en 1960, se celebró un referéndum en el territorio para decidir si se unía a la República Somalí o permanecía con Francia. El referéndum favoreció la continuación de la asociación con Francia, en parte debido al voto afirmativo combinado del considerable grupo étnico afar y de los europeos residentes. También hubo informes de un amplio fraude electoral, y los franceses expulsaron a miles de somalíes antes de las urnas. La mayoría de los que votaron no eran somalíes que estaban firmemente a favor de unirse a una Somalia unida, como había propuesto Mahmoud Harbi, vicepresidente del Consejo de Gobierno. Harbi murió en un accidente aéreo dos años más tarde. Yibuti obtuvo finalmente su independencia de Francia en 1977. Hassan Gouled Aptidon, un político somalí que había hecho campaña por el sí en el referéndum de 1958, se convirtió en el primer presidente de la nación (1977-1999). A principios de 2011, la ciudadanía yibutiense participó en una serie de protestas contra el Gobierno en funciones desde hacía mucho tiempo, que se asociaron con las manifestaciones más amplias de la Primavera Árabe. Los disturbios acabaron remitiendo en abril y el partido gobernante, la Agrupación Popular para el Progreso, fue reelegido.
El movimiento derviche existió durante 25 años, de 1895 a 1920. El Turcos nombró a Hassan Emir de la nación somalí, y el alemán prometió reconocer oficialmente cualquier territorio que adquirieran los derviches. Después de un cuarto de siglo de mantener a raya a los británicos, los derviches fueron finalmente derrotados en 1920 como consecuencia directa de la nueva política británica de bombardeo aéreo. Como resultado de este bombardeo, los antiguos territorios derviches se convirtieron en un protectorado de Gran Bretaña. Italia se enfrentó a una oposición similar por parte de los sultanes y ejércitos somalíes, y no adquirió el control total de la Somalia moderna hasta la fascista a finales de 1927. Esta ocupación duró hasta 1941, y fue sustituida por una administración militar británica.  La antigua Somalilandia británica seguiría siendo, junto con la Somalilandia italiana, una Administración Fiduciaria de las Naciones Unidas, fideicomiso de Italia, entre 1950 y 1960. La unión de los dos países en 1960 formó la República Somalí. Se formó un gobierno civil, y el 20 de julio de 1961, mediante un referéndum popular, se ratificó la constitución redactada en 1960.
Debido a sus antiguos lazos con el mundo árabe, la República Somalí fue aceptada en 1974 como miembro de la Liga Árabe. Durante el mismo año, la antigua administración socialista de la nación también presidió la Organización de la Unidad Africana, predecesora de la Unión Africana. En 1991 estalló la Guerra Civil Somalí, que supuso la disolución de la unión y la recuperación de la independencia de Somalilandia, junto con el colapso del gobierno central y la aparición de numerosas entidades políticas autónomas, incluida la administración de Puntlandia en el norte. en el noroeste. Posteriormente, los habitantes de Somalia volvieron a las formas locales de resolución de conflictos, ya sea secular, islámico o Derecho consuetudinario, con una disposición de apelación de todas las sentencias. Posteriormente, en 2004, se creó un Gobierno Federal de Transición. El Gobierno Federal de Somalia se estableció el 20 de agosto de 2012, coincidiendo con el final del mandato provisional del GFT. Representa el primer gobierno central permanente del país desde el inicio de la guerra civil. El Parlamento Federal de Somalia actúa como legislativo del Gobierno.
El Cuerno de África es una región continuamente en crisis. Etiopía ocupa una posición predominante en el cuerno debido a su larga trayectoria histórica, y a su importancia demográfica: más del 80 % de la población del área vive en este país, y es el segundo Estado más poblado de África, tras Nigeria. Se han dado recientemente dos guerras regionales de importancia: de mayo de 1977 a marzo de 1978 entre Etiopía y Somalia, y de 1998 a 2000 entre Etiopía y Eritrea. En Somalia, la Guerra Civil desde la caída de Siad Barre en 1991 ha impedido la existencia de un gobierno nacional unitario desde entonces. Los conflictos también han ocurrido en Yibuti y Eritrea.
Por otra parte, la región es afectada regularmente por catástrofes naturales, como sequías o inundaciones. Consecuentemente, la región tiene algunos de los niveles más altos del mundo en desnutrición y sufre continuamente por una crisis humanitaria brutal. Entre 1982 y 1992, cerca de dos millones de personas murieron en el cuerno de África debido a la combinación de guerra y hambre.
El Cuerno de África, desde 2002, ha sido un foco importante de la atención por los Estados Unidos, Francia, Alemania, y varias naciones africanas con respecto a la llamada guerra contra el terrorismo. A la ausencia de un estado efectivo en Somalia y su situación geopolíticamente estratégica, fue invadida por Estados Unidos, para no poner en peligro los barcos petrolíferos y de mercancías por la guerra civil somalí, siendo la operación militar un fracaso.
Desde julio de 2011 se registra hambruna en varias regiones al sur de Somalia debido a una fuerte sequía en toda la región del Cuerno de África. Esta hambruna tiene el potencial de dispersase a otros países de la región. A causa de la hambruna existe crisis de refugiados que escapan de las zonas afectadas en Somalia a campos de refugiados en los países vecinos. Muchas agencias de ayuda humanitaria (como la ONU) buscan remediar la situación.

## Demografía, etnias y lenguas

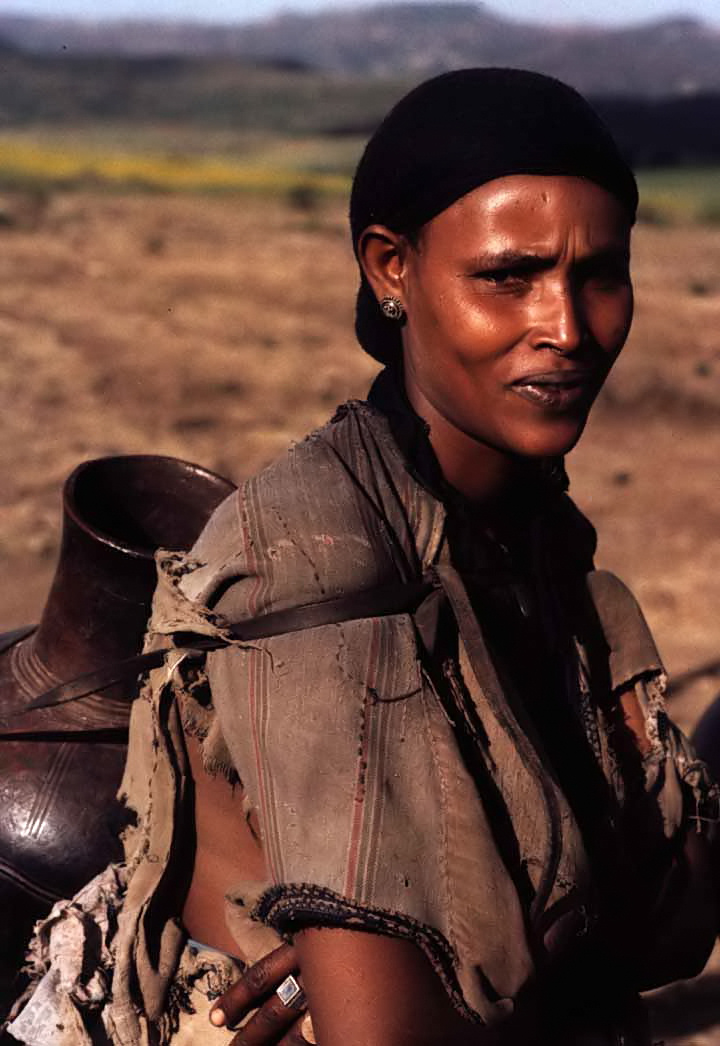
Una mujer etíope con jarras de agua de barro

Además de compartir dotaciones geográficas similares, los países del Cuerno de África están, en su mayor parte, vinculados lingüística y étnicamente, lo que pone de manifiesto un complejo patrón de interrelaciones entre los distintos grupos. Los dos principales macrogrupos del Cuerno son los pueblos cusitas de habla cusítica, tradicionalmente centrados en las tierras bajas, y los eterosemitas de habla etíope y eritrea, centrados en las tierras altas.
Según Ethnologue, se hablan 10 lenguas individuales en Yibuti (dos nativas), 14 en Eritrea, 90 en Etiopía y 15 en Somalia (el somalí es el único nativo). La mayoría de los habitantes del Cuerno hablan lenguas afroasiáticas de las ramas cusítica, semítica u omótica. La rama cusítica incluye el oromo, hablado por el pueblo oromo en Etiopía, y el somalí, hablado por el pueblo somalí en Somalia, Yibuti, Etiopía y Kenia; la rama semítica (concretamente la subrama etosemítica) incluye el amárico, hablado por el pueblo amhara de Etiopía, y el tigriña, hablado por el pueblo tigrayano de Etiopía y el pueblo tigriña de Eritrea. Otras lenguas afroasiáticas con un número importante de hablantes son las lenguas cusitas Afar, Saho, Hadiyya, Sidamo y Agaw, las lenguas semíticas Tigre, Árabe, Gurage, Harari, Silt'e y Argobba, así como las lenguas omóticas son habladas por las comunidades omóticas que habitan las regiones del sur de Etiopía. Entre estas lenguas se encuentran el aari, el dizi, el gamo, el kafa, el hamer y el wolaytta.
Las lenguas pertenecientes a la familia lingüística nilosahariana también son habladas en algunas zonas por las minorías étnicas nilóticas, principalmente en Etiopía y Eritrea. Entre estas lenguas se encuentran las lenguas nilo-saharianas me'en y mursi, utilizadas en el suroeste de Etiopía, y las lenguas kunama y nara, habladas en partes del sur de Eritrea.
Las lenguas pertenecientes a la familia lingüística del Níger-Congo también son habladas en algunas zonas por las minorías étnicas bantúes de Somalia. En las zonas ribereñas y litorales del sur de Somalia, los grupos bajuni, barawani y bantú también hablan variantes de las lenguas suajili y mushunguli del Níger-Congo.
El Cuerno ha producido numerosos sistemas de escritura autóctonos. Entre ellos se encuentra la escritura ge'ez (ግዕዝ Gəʿəz) (también conocida como etiópica), que se escribe desde hace al menos 2000 años. Es una escritura abugida que se desarrolló originalmente para escribir la lengua ge'ez. En las comunidades de habla que la utilizan, como el amárico y el tigriña, la escritura se llama fidäl (ፊደል), que significa "escritura" o "alfabeto". Durante siglos, los jeques y sultanes somalíes utilizaron la escritura Wadaad (una versión de los alfabetos árabes) para escribir. A principios del siglo XX, en respuesta a una campaña nacional para establecer una escritura para la lengua somalí (que hacía tiempo que había perdido su escritura antigua[109]), Osman Yusuf Kenadid, poeta somalí y primo remoto del sultán Yusuf Ali Kenadid del sultanato de Hobyo, ideó un alfabeto fonéticamente sofisticado llamado Osmanya (también conocido como far soomaali; Osmanya: 𐒍𐒖𐒇 𐒈𐒝𐒑𐒛𐒐𐒘) para representar los sonidos del somalí. Aunque ya no es la escritura oficial de Somalia, la escritura osmanya está disponible en el rango Unicode 10480-104AF [desde U+10480 - U+104AF (66688-66735)]. Varios grupos étnicos minoritarios del sur de Etiopía y Eritrea también se adhieren a diversas creencias tradicionales. Entre estos sistemas de creencias se encuentra el reconocimiento del dios del cielo Tumu por parte del pueblo nilosahariano Surma.

## Economía
Los estados de la región dependen en gran parte de algunas exportaciones de un solo producto, usualmente monocultivo:
- Eritrea: 80 % de la población ocupada en la agricultura y la ganadería.
- Etiopía: café el 80 % de exportaciones totales.
- Somalia: plátanos y ganado sobre el 50 % de exportaciones totales.
- Yibuti: basada principalmente en servicios relacionados.